# Дебра Морган
Дебра Морган (англ. Debra Morgan; в романах имя пишется Deborah) — персонаж из серии книг о Декстере Моргане, созданный Джеффом Линдсеем. Была представлена в первой книге серии — «Дремлющий демон Декстера» — и с тех пор появлялась в каждом романе. Она также появляется в телесериале «Декстер» в исполнении актрисы Дженнифер Карпентер.

## История
Дебра Морган —  сводная сестра Декстера и его ближайший друг. В детстве отец Гарри Морган уделял ей меньше внимания, чем сыну, поэтому она решила завоевать уважение отца, работая в полиции.
Декстер, большую часть жизни не впускавший в своё сердце эмоции, имел, тем не менее, особое отношение к Дебре, признавая, что при наличии реальных чувств он бы имел к Дебре самые тёплые из них (и со временем так и становится). Хотя Дебра имеет привычку вести себя грубовато, она имеет золотое сердце и стоит горой за своих родных и близких. Она очень уверена в себе и своих силах, но не высокомерна. В течение сериала она всегда находится рядом с Декстером в ходе охоты за очередным злодеем, но изначально ничего не знает о кровавом «хобби» брата. С его будущей женой Ритой и её детьми она имеет вполне тёплые и дружественные отношения.

### В сериале
В первом сезоне Дебра после долгой работы в отделе нравов получает повышение и переводится в убойный. Однако прогресс по делу «Ледяного убийцы» затягивается, вопреки её стараниями и одновременно из-за вражды с лейтенантом Марией ЛаГуэртой. У Дебры завязываются отношения с парнем по имени Руди Купер, который в итоге делает ей предложение. Однако в финальной серии оказывается, что Руди на самом деле Брайан Мозер, родной старший брат Декстера и главный антагонист сезона. Он пытается убить Дебру методом Декстера, а заодно и привлечь его к этому делу, но Декстер осознаёт, что действительно любит Дебру и не хочет её терять. В результате братья вступают в смертельную схватку, в которой Декстер побеждает.
Во втором сезоне Дебра чувствует сильную неуверенность в себе из-за того, что не распознала в своём женихе «Ледяного убийцу». Однако старший агент ФБР Фрэнк Лэнди уверяет её, что это не делает её плохим детективом, а вскоре у них завязываются романтические отношения. Однако под конец сезона они прекращаются, когда Фрэнка переводят в другой город. Дебра испытывает отвращение, когда узнаёт об измене Декстера с художницей-социопаткой Лайлой Турнэй. Позже она узнаёт, что её настоящая фамилия Уэст и что у неё просроченная виза, благодаря этому она угрожает Лайле депортацией. Под конец сезона она помогает Дэкстеру спасти Риту, Астор и Коди из пожара, устроенного Лайлой. 
В третьем сезоне Дебра приходит в восторг от того, что скоро станет тётей. Однако радость приходится поубавить, когда к ней приставляют нового напарника Джоуи Куина, которого Отдел внутренних расследований подозревает в коррупции. Детектив Юки Амадо пытается получить Дебру в качестве шпиона за Куинном, но Дебра твёрдо отказывается. В конце Дебра за помощь в новом большом деле получает долгожданный значок детектива, а затем выступает шафером на свадьбе Декстера и Риты. Также она спасает жизнь информатору Энтону Бриггсу и заводит с ним роман.
В начале четвёртого сезона Дебра узнаёт от Декстера, что их отец Гарри изменял их матери с каким-то конфиденциальным информатором. Дебра решает выяснить поподробнее и в итоге узнаёт, что это была родная мать Декстера, Лора Мозер. Позднее оказывается, что у Гарри было много таких любовниц, и в результате Дебра теряет всякое восхищение к отцу. Её отношения с Энтоном рушатся, когда возвращается Фрэнк Ланди. Дебра воссоединяется с ним, но вскоре они оба подвергаются атаке неизвестного стрелка, в которой Ланди погибает. Дебра начинает подозревать, что за этим нападением стоит «Троица» (главный антагонист сезона), но судмедэксперт Винс Масука обнаруживает, что Артур Митчелл не мог быть стрелком. В итоге это оказывается его дочь, Кристин Хилл, которая надеялась таким образом показать отцу свои возможности, но вместо этого только заставила его отречься от неё. Она признаётся Дебре в убийстве Ланди и совершает самоубийство.
В пятом сезоне Дебра начинает поддерживать ещё более тесное общение с Декстером, пока тот оправляется после смерти Риты. Она начинает интимные отношения с Куинном, который хочет превратить их в полноценные. Когда Дебра узнаёт, что Куинн вёл собственное расследование по делу «Троицы» и подозревал Декстера (отчасти справедливо), то разрывает с ним всякое общение. Это мотивирует Куинна прекратить преследование, и под конец сезона они примиряются. Новым большим делом в рамках сезона становится охота на банду серийных убийц-насильников, в котором Дебра не сильно отстаёт от Декстера. В финале она присутствует на первом дне рождения своего племянника Гаррисона.
В начале шестого сезона Дебра и Куинн живут вместе. Во второй серии он делает ей предложение, но она его отвергает, поскольку не хочет ничего менять (к облегчению Декстера). А вскоре ЛаГуэрта, повышенная до капитана, назначает Дебру на своё старое место лейтенанта, как раз перед началом крупного дела об «Убийце Судного дня». Хотя Дебра быстро зарабатывает признание на посту, это портит её отношения с Анхелем Батистой, который должен был стать лейтенантом изначально, но из-за политических игр ЛаГуэрты всё пошло иначе. Эти события давят психологически, поэтому Дебра начинает посещать психотерапевта, дабы высвободить внутренний груз. В ходе сеансов всё больше времени начинает уделяться тесным взаимоотношения Дебры с Декстером, в итоге чего терапевт делает вывод, что Дебра влюблена в своего брата. Поначалу Дебра воспринимает этот вывод, как нелепый, но потом начинает осознавать его правдивость. Она уже готова признаться Декстеру в своём открытии, но в последней сцене в шоке застаёт его за убийством Трэвиса Маршалла («Убийцы Судного дня»).
В седьмом сезоне Декстер раскрывает Дебре, что он — «Мясник из Бэй-Харбора», чем повергает её в совершенно естественный шок. Она начинает стараться быть с братом постоянно, дабы попытаться «вылечить» его от склонности к убийствам. Однако потом она начинает видеть плюсы от этого, и прекращает попытки. Однако вскоре ситуация осложняется, когда ЛаГуэрта заново открывает расследование по «Мяснику из Бэй-Харбора» и начинает догадываться, что это Декстер. Дебра оказывается в крайне неприятном положении: ей приходится врать в глаза начальнице, которая только недавно наконец стала её другом, и прикрывать брата-убийцу. Когда у Декстера завязывается роман с отравительницей Ханной Маккей, Дебра это сильно не одобряет, поскольку видит в Ханне лишь очередную злодейку (коей она по своей сути не являлась). В конце ЛаГуэрта зажимает Декстера в угол, и Дебре приходится сделать нелёгкий выбор: убить Декстера и помочь ЛаГуэрте, или убить ЛаГуэрту и спасти Декстера? Она выбирает брата, после чего они вдвоём, оба шокированные, покидают место событий.
За полгода перед восьмым сезоном Дебра, травмированная убийством ЛаГуэрты, уходит из полиции и работает частным детективом, свободное время отдавая алкоголю. Хотя Декстер скучает по ней и пытается помириться, она отказывается его видеть, поскольку убедила себя в неверности сделанного выбора. Позже она идёт навестить Куинна и признаётся ему в убийстве ЛаГуэрты, но он воспринимает её слова как нервный бред. Позже, благодаря доктору Эвелин Вогл (консультанту по делу нового маньяка «Нейрохирурга» и соавтору Кодекса Гарри), Дебра узнаёт правду о гибели отца: тот покончил с собой, увидев результат разработанного ими кодекса. Доведённая до ручки Дебра пытается убить себя и Декстера в автоаварии, но затем приходит в себя и мирится с братом. Когда Декстер решает покинуть Майами вместе с Гаррисоном и вернувшейся Ханной, Дебра расстраивается, но поддерживает брата, а позже сдруживается с Ханной. Когда Дебра доказывает свою трезвость, Батиста как новый лейтенант добивается для неё восстановления в должность детектива, а Куинн возобновляет с ней отношения. Однако в предпоследней серии её ранит «Нейрохирург», после чего наступает осложнение из-за отрыва тромба и она становится «овощем». Из соображений милосердия Декстер отключил сестру от искусственного жизнеобеспечения и утопил её тело в океане, а после отомстил «Нейрохирургу», получив молчаливое одобрение Куинна и Батисты.
В сериале-продолжении Дебра фигурирует как воображаемый призрак в сознании Декстера. Однако, в отличие от призрачного Гарри, она учит Декстера как не убивать. Когда неожиданно появляется Гаррисон, Дебра настаивает на том, чтобы Декстер не воссоединялся с ним, т.к. это может привести к новым плохим последствиям, но Декстер в итоге оставляет сына у себя. После этого долгое время всё идёт хорошо, но в конце четвёртой серии Декстер и Деб в ужасе осознают, что у Гаррисона могли проявиться тёмные черты отца...

### В книгах
В книгах Дебра немного отличается от сериальной версии: она имеет довольно пышную фигуру и более сдержана на эмоции. Также она уже в конце «Дремлющего демона» узнаёт и принимает правду о Декстере, хотя потом иногда разрывается между привязанностью к брату и долгом полицейского.
В пятой книге «Деликатесы Декстера» она начинает завидовать брату, когда тот становится отцом, поскольку сама уже какое-то время мечтает о детях. В конце книги Дебра беременеет от своего бойфренда, Кайла Чацки, с которым встречалась со второй книги и в итоге рассталась. В шестой книге «Двойник Декстера» выясняется, что она родила сына Николаса и растит его одна.
В предпоследней книге «Последний разрез Декстера» Дебра ссорится с братом после того, как он изменяет Рите и ненароком позволяет маньяку-педофилу похитить и изнасиловать Астор. В начале финальной книги «Декстер мёртв» Дебра пытается получить официальную опеку над тремя детьми Декстера, пока тот находится в СИЗО по подозрению в убийстве Риты. Хотя она знает, что конкретно в этом убийстве он невиновен, помогать ему выйти она не намерена, поскольку считает, что он находится там, где должен. Однако в итоге Декстер всё равно выходит благодаря махинациям Брайана (который в книгах не только остался жив, но и сменил амплуа на положительного персонажа), а затем всей троице приходится объединиться ради спасения похищенных детей Декстера. Это позволяет Дебре помириться с братьями. В конце книги, умирающий Декстер в последние мгновения видит Дебру, пытающуюся его спасти...